# Delphine Batho
Delphine Batho (Parigi, 23 marzo 1973) è una politica e ambientalista francese, subentrata nel 2007 a Ségolène Royal come deputata per il 2° collegio elettorale di Deux-Sèvres. Portavoce di François Hollande durante la campagna per le elezioni presidenziali del 2012, è stata prima nominata Ministro Delegato per la Giustizia nel primo governo di Jean-Marc Ayrault, prima di diventare Ministro per l'Ecologia, la Sostenibilità dello Sviluppo e l'Energia nel giugno 2012, nel secondo governo Ayrault. Il 2 luglio 2013, a seguito di un disaccordo sulla politica di bilancio del governo, è sollevata dalle sue funzioni di ministro dal presidente della Repubblica su proposta del presidente del Consiglio.
Nuovamente deputata dal 2013, è stata rieletta nel 2017 ed è diventata vicepresidente del gruppo Nuova Sinistra all'Assemblea nazionale, gruppo che ha lasciato nel 2018, contemporaneamente al PS. Ha poi assunto la presidenza di Generation Ecology. Nel maggio 2020, è entrata a far parte del gruppo Ecologia, democrazia e solidarietà, di cui è vicepresidente e che si dissolve nell'ottobre 2020.
Candidata alle primarie ambientaliste del 2021, sorprende arrivando in terza posizione, con il 22,32% dei voti, a favore della decrescita . È stata rieletta deputata al Parlamento alle elezioni legislative del 2022.

## Biografia
Figlia dei fotografi John Batho (ex rilegatore in una tipografia a Deux-Sèvres, poi agli Archivi Nazionali, professore di Belle Arti) e Claude Batho, madre che perde all'età di otto anni, Delphine Batho inizia ad essere attiva al college in operazioni umanitarie e durante le manifestazioni del liceo del 1986 contro il disegno di legge Devaquet,, politicamente influenzato da artisti come Daniel Balavoine e Coluche.
Diploma triennale presso il Lycée Henri-IV di Parigi,, dove frequenta negli stessi banchi Mazarine Pingeot, è entrata a far parte nel 1988 di SOS Racisme e della Fédération indépendant et démocratique lycéenne (FIDL), di cui è diventata presidente due anni dopo.. È diventata nota nel 1990 durante le manifestazioni studentesche contro la violenza, la mancanza di risorse mentre Lionel Jospin è ministro dell'educazione nazionale. Dopo quasi due mesi di sciopero, il movimento ottiene dal ministro 4,5 miliardi di franchi  per rinnovare le scuole superiori e avanzare nei diritti delle scuole superiori (creazione di consigli accademici della vita delle scuole superiori, diritto di riunione e di esposizione...). Durante il movimento, un passaggio di Delphine Batho al telegiornale di 20 ore le è valsa di essere notata da Julien Dray.
Con un diploma di maturità in tasca nel 1992, ha iniziato a studiare storia a Paris, che in seguito ha abbandonato. Appena lasciata la FIDL, è diventata vicepresidente di SOS Racisme nel settembre 1992, rappresentando la "seconda generazione di SOS", secondo l'espressione di Le Monde,  al fianco del nuovo presidente Fodé Sylla, dopo la partenza di Harlem Désir.

## Carriera politica

### Nel Partito Socialista
Delphine Batho si unì al Partito Socialista nel 1994: divenne poi membro della corrente di sinistra socialista guidata da Jean-Luc Mélenchon, Marie-Noëlle Lienemann e Julien Dray. Accanto a quest'ultimo, ha iniziato a lavorare sui temi della sicurezza.. Al Congresso di Grenoble del 2000, è entrata a far parte dell'Ufficio Nazionale. Nel 2003, durante lo scioglimento della Sinistra Socialista, è rimasta fedele a Julien Dray, il cui collaboratore era allora collaboratore del consiglio regionale dell'Île-de-France, responsabile delle questioni di sicurezza.
Si è unita alla mozione di François Hollande al Congresso di Digione (maggio 2003)  e l'anno successivo divenne segretario nazionale, incaricato della sicurezza, un dossier su cui lavorava dal 1998. Difende quindi la linea della "sanzione di prevenzione".
Nel 2006 è stata revisore dei conti presso l'Institut national des hautes études de la sécurité et de la justice (INHESJ)..
Ségolène Royal, candidata alle elezioni presidenziali del 2007, integra le sue riflessioni sulla sicurezza nel concetto di "giusto ordine". Da quel momento in poi, Delphine Batho è tra gli amici intimi della candidata e la consiglia.
Alle elezioni legislative del 2007 è eletta all'Assemblea nazionale per il Partito Socialista, venendo riconfermata alle legislative del 2012 e a quelle del 2017.

### Ministro dell'ambiente

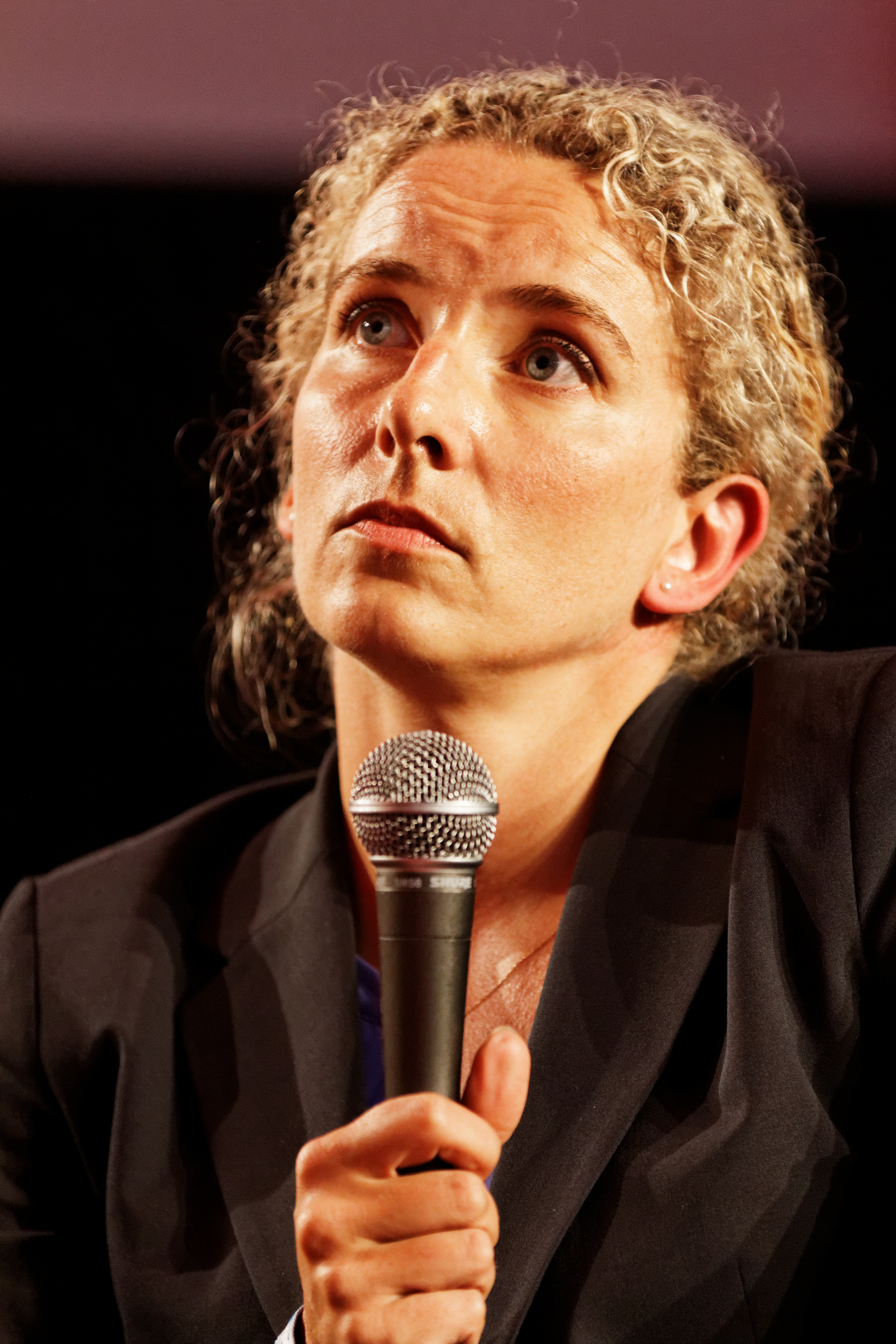
Delphine Batho durante il Festival dell'Umanità nel 2013

Nel maggio 2012 entra a far parte del governo Ayrault I in qualità di ministro delegato presso il ministro della giustizia; nel giugno 2012 diviene ministro dell'ambiente, dello sviluppo sostenibile e dell'energia nel governo Ayrault II,.incarico che mantiene fino al luglio 2013.
Fa organizzare una conferenza ambientale che riuniva ONG, datori di lavoro, sindacati e funzionari eletti conferendo allo Stato, come EDF, il potere di decidere sulla chiusura delle centrali nucleari, la prima quella di Fessenheim. È favorevole alla riduzione della quota dell'energia nucleare nel mix energetico.
A differenza di Arnaud Montebourg, ministro della ripresa produttiva, è contraria a ogni nuova discussione sullo sfruttamento dello shale gas. Appoggia inizialmente la decisione di proseguire con la costruzione di un aeroporto a Notre-Dame-des Landes ma prende atto delle conclusioni della commissione scientifica “che ha stabilito che il metodo di compensazione ambientale non era valido e non è ammissibile”. Inoltre, cerca di porre fine all'inquinamento dell'impianto di allumina di Gardanne, e rifiuta di firmare un decreto che innalza la soglia di autorizzazione per gli allevamenti di suini nonostante le pressioni del ministero dell'Agricoltura e di Matignon. Poco prima di essere dimissionata, vara gli Stati Generali per la modernizzazione del diritto ambientale.

#### Dimissionata da Hollande
Il 2 luglio 2013, il Presidente della Repubblica Hollande annuncia che sta terminando le sue funzioni di Ministro dell'Ecologia, dello Sviluppo Sostenibile e dell'Energia in seguito ad un'intervista in cui ha descritto il bilancio 2014 del suo ministero come "cattivo" e ha confessato "la [sua] delusione nei confronti del governo".. Il 4 luglio 2013, durante una conferenza stampa, ha detto: "Non ho commesso né un errore né una colpa". Il governo, aggiunge, “segna una svolta in termini di volontà di realizzare la transizione ecologica. È la svolta del rigore che non dice il suo nome e che prepara la marcia al potere dell'estrema destra nel nostro Paese. […] Alcune forze economiche […] non hanno accettato il livello di ambizione fissato per la transizione energetica. […] È normale che il CEO di Vallourec, Philippe Crouzet, abbia annunciato la mia imminente dimissione settimane fa negli Stati Uniti?».
Delphine Batho diventa di nuovo membro del Parlamento il 2 agosto 2013, un mese dopo le sue dimissioni dall'incarico di ministro.

### Contro le lobby anti-ambientaliste
Il 21 ottobre 2014 non ha votato la finanziaria 2015, unendosi ai "frondisti" del Partito socialista (in tutto 39) con Benoît Hamon e Aurélie Filippetti. Sempre nell'ottobre 2014, pubblica un libro, Insoumise, in cui racconta la sua esperienza di governo: in questo libro dipinge un ritratto di decisori che considera sopraffatti dalle questioni ecologiche e sotto l'influenza delle lobby di settore energetico, e propugna un ricambio generazionale della classe politica. In un passaggio del libro si rivolge direttamente a François Hollande e scrive: "Lo sai bene, per te non ci sarà un secondo mandato". Il libro è un fallimento commerciale..
Durante le elezioni legislative del 2017 è stata rieletta con il 56,94% dei voti contro la candidata LREM Christine Heintz (43,06%), che l'aveva battuta al primo turno e aveva ricevuto il sostegno di Ségolène Royal.

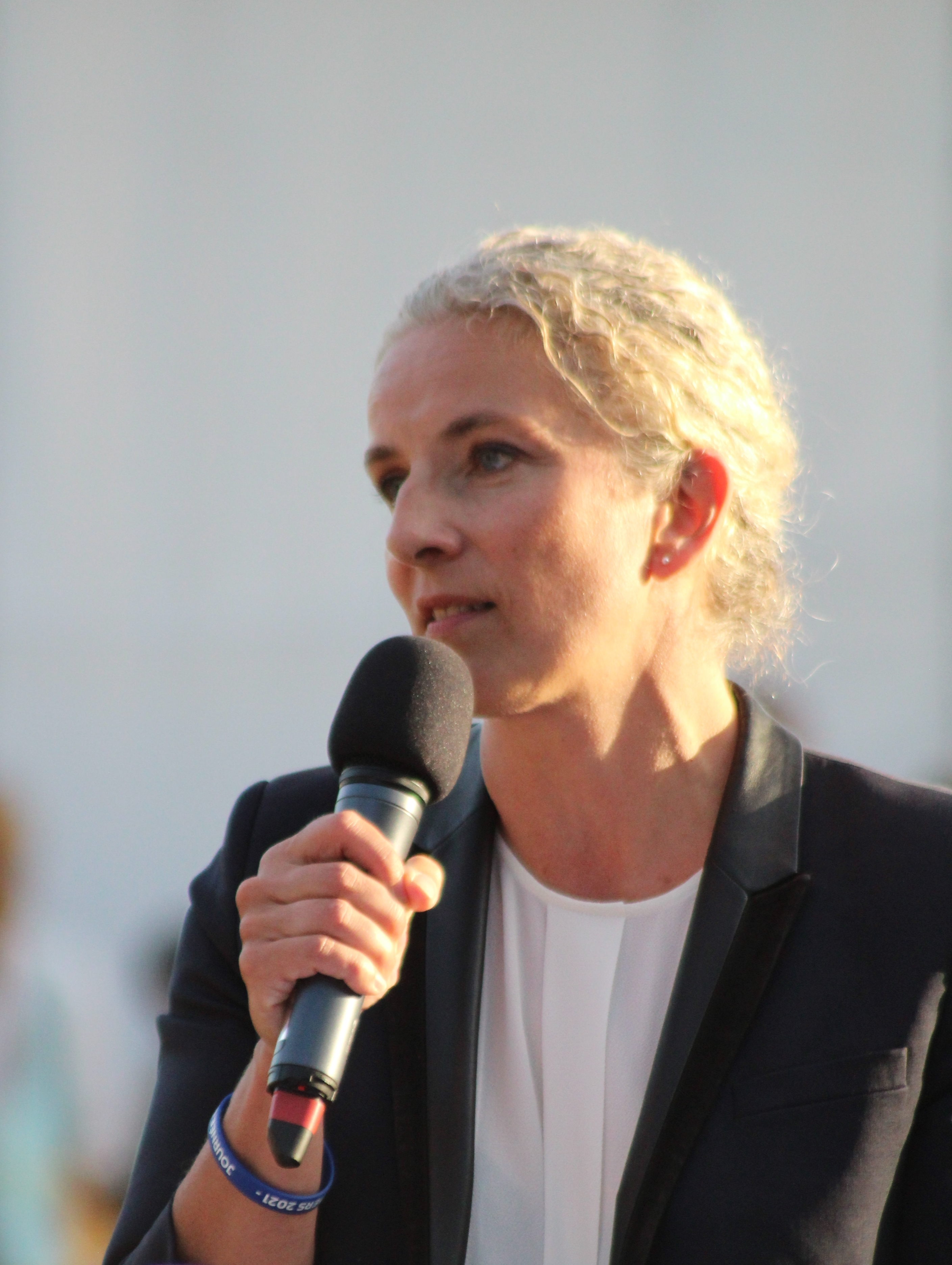
Delphine Batho in una manifestazione ecologista nel 2021

All'Assemblea nazionale ha fatto adottare nel 2016 l'emendamento alla legge sulla biodiversità che vieta i neonicotinoidi, pesticidi che uccidono le api; la legge entra in vigore il 1º settembre 2018. Con François Ruffin, ha presentato progetti di legge per il divieto di alcuni voli interni e per la fissazione di quote individuali di carbonio per limitare l'uso dell'aereo. Nel 2018 ha avviato l'emendamento per vietare il glifosato con scadenza nel 2021; la sua proposta è stata respinta in maniera massiccia, e ha denunciato le azioni delle lobby in Parlamento. Nel novembre 2019, il suo emendamento al disegno di legge antispreco, volto a vietare le campagne promozionali del “Black Friday” integrandole in “pratiche commerciali aggressive”, è stato adottato in commissione.
Alla fine del 2018 ha sostenuto il progetto di creazione di 16 bacini di ritenzione idrica a Deux-Sèvres nonostante si fosse precedentemente opposta. Nel 2020 ha annunciato che non avrebbe più preso parte alle riunioni di follow-up del protocollo d'intesa sul progetto, deplorando che gli impegni degli agricoltori per meno pesticidi e meno consumo di acqua non fossero ancora definiti.
Nel 2018 lascia i socialisti alla volta di Generazione Ecologia e ne diviene presidente, succedendo a Yves Piétrasanta. Nel maggio 2020, entra a far parte, diventandone vicepresidente, del nuovo gruppo Ecologia, Democrazia e Solidarietà, composto essenzialmente da ex membri del gruppo La République en Marche, tra cui Cédric Villani, Matthieu Orphelin e Paula Forteza.
Nel 2021, durante l'esame del disegno di legge sulla lotta al cambiamento climatico e il rafforzamento della resilienza ai suoi effetti, presenta con altri deputati una proposta per "una vera legge sul clima", che illustra come la possibilità di "fare dalle cinque alle otto volte di più rispetto al testo attuale, evitando oltre 50 milioni di tonnellate di CO2 all'anno entro il 2030”.
Nel maggio 2021 ha preso parte alla manifestazione della polizia davanti all'Assemblea nazionale..
Dopo aver invocato un'alleanza di ecologisti in vista delle elezioni presidenziali del 2022, nel luglio 2021 annuncia la sua candidatura alle primarie ambientaliste. Mediapart riporta che "lei è orgogliosa di portare la linea più radicale" dei candidati alle primarie e si dice "l'unica" ad "assumere la rottura con il consumismo e la società dei consumi" per riconnettersi con una "maggiore qualità della vita ". Mediapart rileva che "si distingue anche per la sua rigidità sulle questioni cosiddette 'repubblicane'", come dimostra la sua partecipazione alla manifestazione organizzata il 19 maggio 2021 dai sindacati di polizia. Sostiene la decrescita, si presenta come "ecofemminista", "laica al 100%" e difende una candidatura ambientalista indipendente per le elezioni presidenziali.
È arrivata terza al primo turno delle primarie con il 22,32% dei voti. Nel dicembre 2021 è subentrata a Matthieu Orphelin come portavoce di Yannick Jadot per la campagna presidenziale.